# Septidi
Die zwölf Monate des republikanischen Kalenders der Französischen Revolution sind jeweils in drei „Dekaden“ zu zehn Tagen eingeteilt. Septidi ist der siebte Tag einer Dekade. Der 7. 17. und 27. jedes Monats fallen auf einen Septidi.

## Tagesnamen
Die Tagesnamen des Septidi waren (wie die meisten anderen Tagesnamen) landwirtschaftliche Nutzpflanzen. Nur im Nivôse wurden die Tage nach Mineralen und tierischen Substanzen benannt.
| Monat       | 1re Décade | 1re Décade                 | 2e Décade | 2e Décade                 | 3e Décade | 3e Décade               |
| ----------- | ---------- | -------------------------- | --------- | ------------------------- | --------- | ----------------------- |
| Vendémiaire | 7.         | Carottes (Mohrrüben)       | 17.       | Citrouille (Kürbis)       | 27.       | Piment (Nelkenpfeffer)  |
| Brumaire    | 7.         | Figue (Feige)              | 17.       | Cresson (Kresse)          | 27.       | Macjonc (Platterbse)    |
| Frimaire    | 7.         | Chou-fleur (Blumenkohl)    | 17.       | Cyprès (Zypresse)         | 27.       | Liège (Korkeiche)       |
| Nivôse      | 7.         | Terre végétale (Humus)     | 17.       | Marne (Mergel)            | 27.       | Plomb (Blei)            |
| Pluviôse    | 7.         | Amadouvier (Zunderschwamm) | 17.       | Lichen (Flechte)          | 27.       | Noisetier (Haselstaude) |
| Ventôse     | 7.         | Alaterne (Kreuzdorn)       | 17.       | Doronic (Gemswurz)        | 27.       | Sylvie (Wald-Anemone)   |
| Germinal    | 7.         | Bouleau (Birke)            | 17.       | Mélèze (Lärche)           | 27.       | Lilas (Flieder)         |
| Floréal     | 7.         | Muguet (Maiglöckchen)      | 17.       | Pimprenelle (Bibernelle)  | 27.       | Civette (Schnittlauch)  |
| Prairial    | 7.         | Fromental (Glatthafer)     | 17.       | Sureau (Holunder)         | 27.       | Verveine (Eisenkraut)   |
| Messidor    | 7.         | Concombre (Gurke)          | 17.       | Groseille (Johannisbeere) | 27.       | Aïl (Knoblauch)         |
| Thermidor   | 7.         | Armoise (Beifuß)           | 17.       | Lin (Flachs)              | 27.       | Colza (Raps)            |
| Fructidor   | 7.         | Sucrion (Wintergerste)     | 17.       | Cardière (Karde)          | 27.       | Verge d’or (Goldraute)  |